# Roberto Kreimerman
Roberto Kreimerman (Montevideo, 30 de juliol de 1958) és un enginyer químic i polític uruguaià pertanyent al Partit Socialista (PSU), sector integrant del Front Ampli.
Va ser nomenat ministre d'Indústria, càrrec que va assumir l'1 de març del 2010.

## Biografia

### Estudis
Kreimerman es va graduar d'enginyer químic el 1982 per la Universitat de la República. Més endavant va realitzar diversos postgraus d'entre els quals destaquen un en Economia i Comerç Internacional realitzat a la Universitat de Barcelona el 2000 i un màster en Finances i Comerç Internacional, realitzat a la mateixa universitat, l'any 2002. Al seu torn, va realitzar altres estudis al Brasil, l'Argentina, el Japó i els Estats Units.

### Treball i política
Entre 1977 i 1979 va fer tasques com a professor de matemàtiques en Educació Secundària, abans d'acabar Enginyeria. Paral·lelament, entre 1977 i 1980, es va exercir com a professor ajudant encarregat del teòric de matemàtiques i encarregat de curs d'estadística a la Facultat de Química de la Universitat de la República (UdelaR).
Entre 1980 i 1982 va treballar al laboratori d'una empresa de filats sintètics i al laboratori d'una fàbrica de cuir dedicada a tapisseria automotriu.
El 1983 va ingressar a l'empresa "Paycueros", on es va mantenir fins al 2008. Ha exercit els càrrecs de cap de subplanta humida, gerent de producció, director industrial i de planejament estratègic i projectes especials.
Exerceix càrrecs de docència a la Universitat ORT des de 1996 fins a la data a la Llicenciatura i el Màster en Gerència i Administració d'Empreses. També exerceix la docència a la Universitat de la República des de 2006 com a professor grau 3 de l'Institut d'Enginyeria Química.
Des del 2008 al 2010 es va exercir com a subsecretari del Ministeri d'Indústria, Energia i Mineria, càrrec del qual va assumir la titularitat quan el nou govern presidit per José Mujica va arribar al poder, l'1 de març de 2010.